# Marisa Berenson
Vittoria Maria Schiaparelli Berenson, més coneguda com a Marisa Berenson (Nova York, 15 de febrer de 1947), és una model i actriu estatunidenca.

## Biografia
És de família il·lustre. La seva mare era la comtessa Gogo Schiaparelli, el seu pare era un diplomàtic reconvertit en navilier, la seva àvia materna va ser la dissenyadora Elsa Schiaparelli, i el famós crític d'art Bernard Berenson era oncle besavi seu. La seva germana Berinthia (Berry Berenson) es va dedicar a la fotografia i va aconseguir una certa notorietat per ser l'esposa de l'actor Anthony Perkins; va morir en els atacs de l'11 de setembre com a passatgera del vol 11 d'American Airlines.
Berenson no és el cognom real de la dinastia; els avantpassats paterns de l'actriu realment es deien Valvrojenski i descendien de jueus lituans.
Marisa Berenson va saltar a la fama com a model publicitària a principis de la dècada de 1960, i arribà a ser una de les millor pagades de l'època (segons va explicar al diari The New York Times). Va protagonitzar una portada de Vogue (juliol de 1970), revista en les pàgines de la qual va aparèixer múltiples vegades i en la qual col·laborava la seva germana Berry com a fotògrafa. El 1975, Marisa va ser la portada d'un número del setmanari Time.
Aquells anys, la seva intensa vida nocturna (amb parades freqüents en la discoteca Studio 54) va motivar que fos anomenada per Yves Saint Laurent «la noia dels anys 70».
Encara que la seva carrera com a actriu no ha estat gaire regular, ha participat en diversos films de renom des dels anys 70, com Mort a Venècia de Luchino Visconti, l'oscarizada pel·lícula musical Cabaret de Bob Fosse (per la qual va ser nominada als Globus d'Or i el BAFTA britànic), Barry Lyndon de Stanley Kubrick i la comèdia S.O.B. de Blake Edwards.
També va participar en diversos films més comercials, com la comèdia Casanova & Co. de 1977 (al costat de Tony Curtis), la pel·lícula de terror Killer Fish de 1979 (amb Lee Majors i Karen Black), i The Secret Diary of Sigmund Freud (amb Bud Cort, Klaus Kinski i Carroll Baker).
El 1990, va tenir un petit paper en el film de Clint Eastwood Caçador blanc, cor negre, i el 2004 va participar en People, comèdia ambientada a Eivissa que va incloure un elenc internacional: Rupert Everett, Ornella Muti, Lambert Wilson, Rossy de Palma…
Al costat de diverses produccions del cinema europeu, ha gravat diversos telefilmes i sèries, i ja el 1978 va aparèixer en The Muppets.
A causa de la seva bellesa i esvelt port, i també pel seu gust pel bon vestir, Marisa Berenson és un referent del món de la moda i una VIP vista amb freqüència en desfilades, actes socials, etc.

## Vida privada
Va tenir dos breus matrimonis, tots dos finalitzats en divorci, si bé va tenir una filla del primer, anomenada Starlite Melody.

## Filmografia
Filmografia:

### Cinema
- 1971: Mort à Venise de Luchino Visconti: Sra. von Aschenbach
- 1972: Cabaret de Bob Fosse
- 1973: Un modo di essere donna de Pier Ludovico Pavoni
- 1975: Barry Lyndon de Stanley Kubrick: Lady Lyndon
- 1977: Treize femmes per Casanova de Franz Antel
- 1979: L'invasion des piranhas d'Antonio Margheriti
- 1981: S.O.B. de Blake Edwards
- 1984: The Secret Diary of Sigmund Freud amb Klaus Kinski: Carroll Baker
- 1984: La Tête dans le sac de Gérard Lauzier
- 1984: L'Arbalète de Sergio Gobbi
- 1986: Via Montenapoleone de Carlo Vanzina
- 1986: Desig flagrant (Flagrant Désir) de Claude Faraldo
- 1990: Night of the Cyclone de David Irving
- 1990: Caçador blanc, cor negre (White Hunter Black Heart) de Clint Eastwood
- 1992: Il giardino dei ciliegi d'Antonello Aglioti
- 1995: Le Grand Blanc de Lambaréné de Bassek Ba Kobhio
- 1997: Tonka de Jean-Hugues Anglade
- 1997: Elles de Luís Galvão Teles
- 1998: Riches, belles, etc., de Bunny Godillot
- 2000: Retour à la vie de Pascal Baeumier
- 2000: The photographer de Jeremy Stein
- 2000: Primetime Murder d'Alessandro Capone
- 2001: Lisa de Pierre Grimblat
- 2001: Lonesome d'Elke Rosthal
- 2004: People - Jet Set 2 de Fabien Onteniente
- 2005: Colour Me Kubrick de Brian W. Cook
- 2005: El millor dia de la meva vida (Le Plus Beau Jour de ma vie) de Julie Lipinski
- 2007: 24 mesures de Jalil Lespert
- 2009: Cinéman de Yann Moix
- 2010: Io sono l'amore de Luca Guadagnino
- 2010: Matrimoni e altri disastri de Nina Di Majo
- 2010: The Disciple d'Emilio Ruiz Barrachina
- 2011: Gigola de Laure Charpentier
- 2011: HH, Hitler à Hollywood de Frédéric Sojcher
- 2013: Love Punch de Joel Hopkins
- 2013: Opium d'Arielle Dombasle

### Televisió
- 1983: Bel-Ami de Pierre Cardinal
- 1985: Madame est servie, temporada 2, episodi 21
- 1986: Sins de Douglas Hickox
- 1987: Le gâchis de Franco Rossi
- 1988: Hemingway de Bernhard Sinkel
- 1988: Guerra di spie de Duccio Tessari
- 1989: Oceano de Ruggero Deodato
- 1990: Passez une bonne nuit de Jeannot Szwarc
- 1990: L'Enfant des loups de Philippe Monnier
- 1992: Arabesque, episodi "Danse diabolique"
- 1992: Notorious de Colin Bucksey
- 1995: Le chagrin des Belges de Claude Goretta
- 1996: Maigret de Juraj Herz
- 1998: Maintenant et per toujours de Joël Santoni i Daniel Vigne
- 2004: Commissaire Valence, episodi "Machination", (TF1)
- 2004: Le plus beau jour de ma vie de Julie Lipinski
- 2004: Julie, chevalier de Maupin de Charlotte Brandstrom
- 2005: Vénus et Apollon, episodi "Soin défraîchi", (Arte)
- 2005: Le juge est une femme, episodi "La petite marchande de fleurs", (TF1)
- 2006 - 2007: Mafiosa, le clan, (Canal+)
- 2007: Mystère de Didier Albert
- 2010: Caldo criminale d'Eros Puglielli
- 2011: Le Sang de la vigne, episodi "Le dernier coup de Jarnac", (F3)

## Premis i nominacions

### Nominacions
- 1973: Globus d'Or a la millor actriu secundària per Cabaret
- 1973: BAFTA a la millor actriu secundària per Cabaret